# Шабанн, Жак-Шарль де
Граф Жак-Шарль де Шабанн (фр. Jacques-Charles de Chabannes; 3 июля 1737, замок Мадик (Мадик) — 26 сентября 1780, Пти-Гоав, Сен-Доминго) — французский генерал.

## Биография
Второй сын Жана-Батиста (1688—1772), графа де Шабанна, Рошфора и Поланьяка, маркиза де Кюртона и дю Пале, майора Королевского Хорватского полка, и Мари-Клер-Элизабет де Рокфёй (ок. 1713—1737), умершей спустя пять месяцев после его рождения.
Граф де Шабанн, Рошфор и Поланьяк, маркиз де Кюртон и дю Пале.
Начал службу гардемарином (1754), в 1757 году стал мичманом. В этом чине участвовал в осаде Порт-Маона. Вступил волонтером в полк Талейрана, которым командовал его двоюродный брат Шарль-Даниель де Талейран, затем стал в этом полку капитаном. Полковник корпуса королевских гренадеров (06.1759), бригадир пехоты (22.01.1769), полковник Бретонского полка (1771), кампмаршал (1 марта 1780).
После смерти старшего брата Пьера (1732—1758), маркиза де Шабанна, убитого 23 июля 1758 в бою с гессенцами при Зондерсхаузене, остался единственным мужским представителем линии Шабанн-Кюртон.
Патентом, данным 2 августа 1769 в Компьене Людовик XV, в рассуждение заслуг и семейных связей его рода, заслуг его собственных и его отца, позволил Жаку-Шарлю и его потомству именоваться кузенами короля.
23 марта 1772 стал наследником должности старшего конюшего принцессы Марии Аделаиды. 20 января 1776, после смерти маркиза де Лопиталя, занял должность конюшего. Служил в колонии на острове Сен-Доминго, где и умер.

## Семья
Жена (20.02.1759): Мари-Элизабет де Талейран (23.04.1733—25.02.1812), компаньонка принцессы Марии Аделаиды, дочь маркиза Даниеля-Мари-Анна де Талейран-Перигора и Мари-Элизабет Шамийяр
Дети:
- Жак-Шарль-Жильбер (3.08.1760—1789, Сен-Доминго), маркиз де Ла-Палис. Полковник кавалерии, конюший принцессы Марии Аделаиды. Был холост
- Жан-Фредерик (17.12.1762—24.03.1836), маркиз де Шабанн-Ла-Палис, офицер, депутат, предприниматель и литератор. Жена 1) (10.11.1782): Констанс де Войе д'Аржансон (1765—24.02.1784), дочь маркиза Марка-Рене де Войе д'Аржансона и Жанны-Мари-Констанс де Майи; 2) (10.05.1787): Анна ван Леннеп (26.08.1765—6.11.1839), дочь Давида Георга ван Леннепа и Анны Марии Лейдстар